# Łasin Koszaliński (przystanek kolejowy)
Łasin Koszaliński – nieczynny przystanek kolejowy w Łasinie Koszalińskim, w województwie zachodniopomorskim, w Polsce.